# Silvina D'Elía
María Silvina D'Elía (Mendoza, 25 de abril de 1986) es una exjugadora argentina de hockey sobre césped que se desempeñó como defensora en la Selección nacional.
A principios de 2015, Silvina había presentado su renuncia por ser mamá y a la Selección sosteniendo: "Quiero aclarar que mi decisión de renunciar al Seleccionado no es por motivos personales. Hoy no me siento identificada con las formas de este proceso y por este motivo decido dar un paso al costado. No quiero defraudarme a mi, a mis compañeras y a la camiseta que me llevó a lo más alto que puede aspirar un deportista" en referencia a desacuerdos que existían entre la Confederación Argentina de Hockey y las jugadoras de la Selección. En mayo de 2017, se reincorporó al equipo tras ser convocada por el entrenador Agustín Corradini, pero dos semanas más tarde anunció su renuncia. En enero de 2019, volvió a formar parte la Selección nacional luego de ser convocada por el entrenador Carlos Retegui.
A nivel clubes, se desempeñó en el Club GEBA.

## Títulos

### Selección nacional

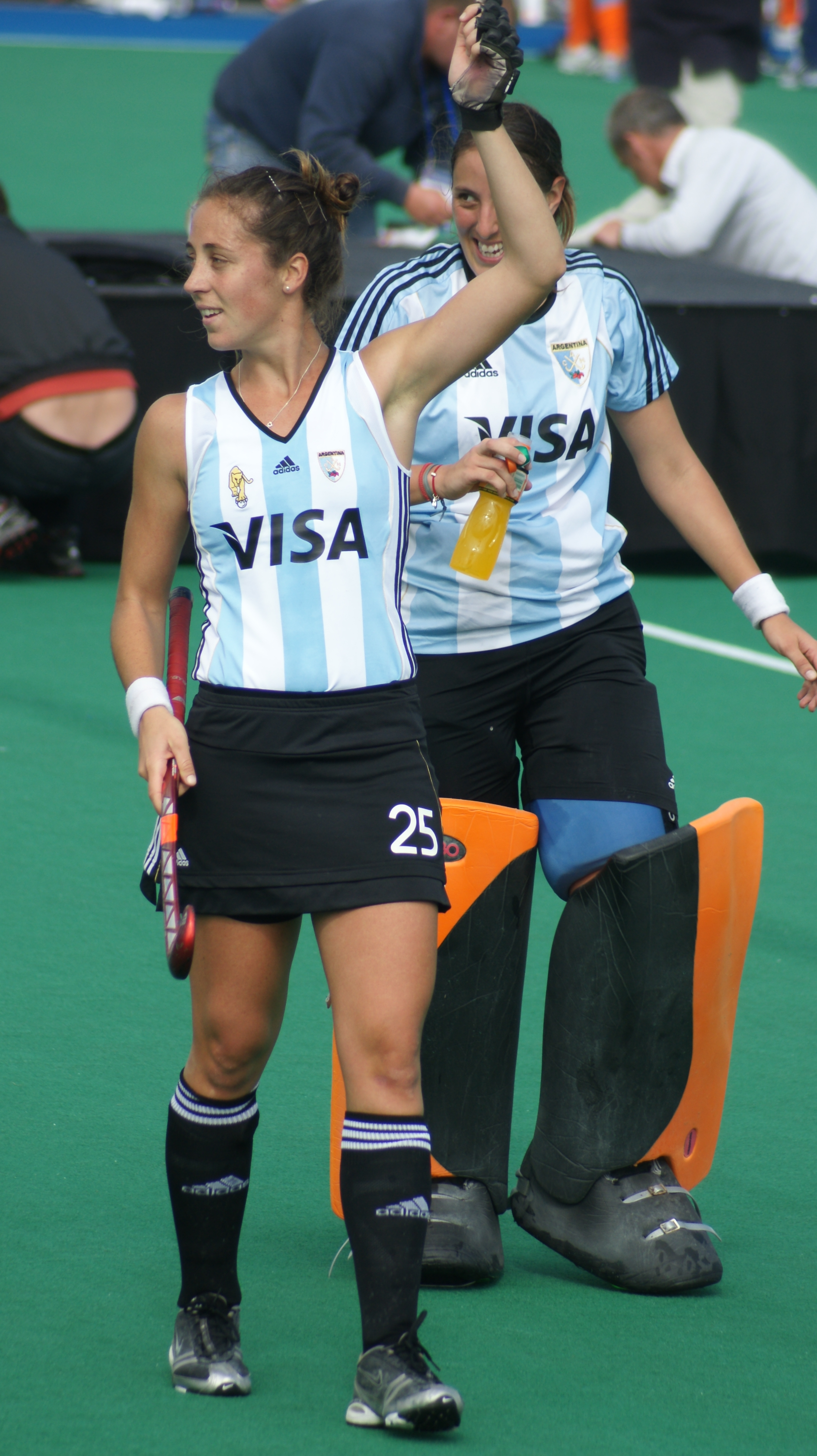
Silvina D'Elía en el Champions Trophy de 2010

- 2003 - Medalla de oro en el Campeonato Sudamericano (Santiago de Chile, Chile).
- 2005 - Medalla de oro en el Panamericano Junior (San Juan, Puerto Rico)
- 2006 - Medalla de oro en los Juegos Odesur (Buenos Aires, Argentina).
- 2007 - Medalla de plata en el Champions Trophy (Quilmes, Argentina).
- 2008 - Medalla de oro en el Champions Trophy (Mönchengladbach, Alemania).
- 2009 - Medalla de oro en la Copa Panamericana (Hamilton, Bermudas).
- 2009 - Medalla de oro en el Champions Trophy (Sídney, Australia).
- 2010 - Medalla de oro en el Champions Trophy (Nottingham, Inglaterra).
- 2010 - Medalla de oro en el Campeonato Mundial (Rosario, Argentina).
- 2011 - Medalla de plata en el Champions Trophy (Ámsterdam, Países Bajos).
- 2011 - Medalla de plata en los Juegos Panamericanos (Guadalajara, México).
- 2012 - Medalla de oro en el Champions Trophy (Rosario, Argentina).
- 2012 - Medalla de plata en los Juegos Olímpicos de Londres 2012.
- 2013 - Medalla de oro en la Copa Panamericana (Mendoza, Argentina).
- 2014 - Medalla de bronce en el Campeonato Mundial (La Haya, Países Bajos).
- 2014 - Medalla de oro en el Champions Trophy (Mendoza, Argentina).
- 2019 - Medalla de oro en los Juegos Panamericanos (Lima, Perú).

### Clubes
- 2007 - Campeona del Torneo Metropolitano Femenino ( Club de Gimnasia y Esgrima de Buenos Aires).
- 2008 - Campeona del Torneo Metropolitano Femenino ( Club de Gimnasia y Esgrima de Buenos Aires).
- 2008 - Campeona de la Liga Nacional Femenina de Hockey ( Club de Gimnasia y Esgrima de Buenos Aires).
- 2009 - Campeona de la Liga Nacional Femenina de Hockey ( Club de Gimnasia y Esgrima de Buenos Aires).
- 2010 - Campeona del Torneo Metropolitano Femenino ( Club de Gimnasia y Esgrima de Buenos Aires).
- 2011 - Campeona del Torneo Metropolitano Femenino ( Club de Gimnasia y Esgrima de Buenos Aires).
- 2012 - Campeona del Torneo Metropolitano Femenino ( Club de Gimnasia y Esgrima de Buenos Aires).
- 2017 - Campeona del Torneo Metropolitano Femenino ( Club de Gimnasia y Esgrima de Buenos Aires).